# Gråhårig säckspinnare
Gråhårig säckspinnare (Sterrhopterix fusca) är en fjärilsart som beskrevs av Adrian Hardy Haworth 1809. Gråhårig säckspinnare ingår i släktet Sterrhopterix och familjen säckspinnare. Enligt den finländska rödlistan är arten nära hotad i Finland. Arten är reproducerande i Sverige. Artens livsmiljö är moskogar. Inga underarter finns listade i Catalogue of Life.

## Bildgalleri

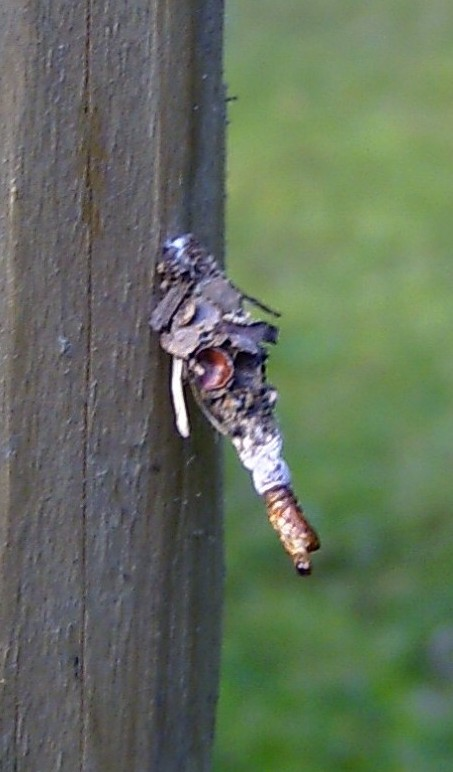
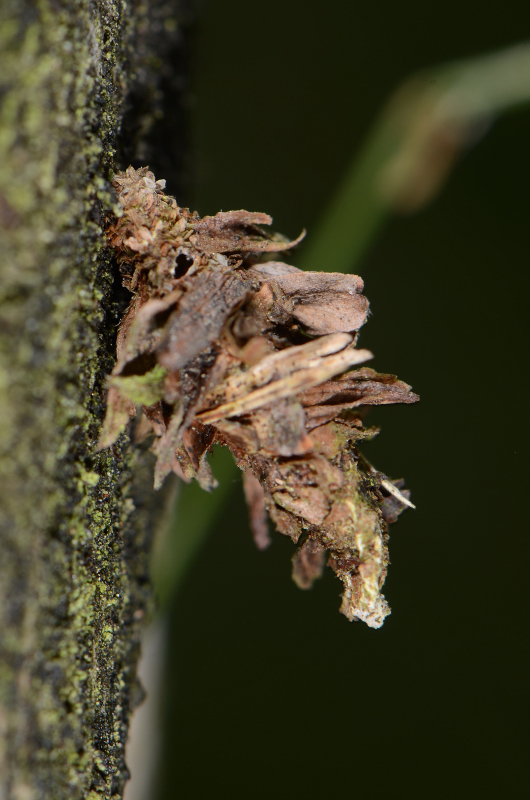